# ریهی‌مکی
ریهی‌مَکی (انگلیسی: Riihimäki) یکی از شهرهای فنلاند است.